# Loxoconcha bulgarica
Loxoconcha bulgarica is een mosselkreeftjessoort uit de familie van de Loxoconchidae. De wetenschappelijke naam van de soort is voor het eerst geldig gepubliceerd in 1961 door Caraion.